# Rød Ungdom

Logo der Rød Ungdom

Die Rød Ungdom (Nynorsk Raud Ungdom; Abkürzung: RU; deutsch Rote Jugend) ist die Parteijugend der norwegischen Partei Rødt. Die Organisation wurde 1963 gegründet. 

## Geschichte
Die heutige Rød Ungdom entstand im Jahr 1963 unter dem Namen Sosialistisk Ungdomsforbund (SUF) als Jugendorganisation der damaligen Partei Sosialistisk Folkeparti (SF). Im Jahr 1968 erhielt die Organisation die Abkürzung SUF (m-l), um das marxistisch-leninistische Profil zu verdeutlichen. Im Jahr  1969 kam es zum Bruch mit der Mutterpartei. Die Jugendorganisation war daraufhin im Jahr 1970 bei der Gründung der Organisation Marxist-leninistiske Grupper (MLG) und im Jahr 1973 bei der Gründung der kommunistischen Partei Arbeidernes kommunistparti (AKP) beteiligt. Bei der Parteigründung wurde die Jugendorganisation unter dem Namen Rød Ungdom neue AKP-Parteijugend.
Im Jahr 1991 wurde die Rød Valgallianse (RV; deutsch Rote Wählerallianz), die ab 1973 eine Allianz aus AKP-Politikern und unabhängigen Sozialisten war, eine eigenständige Organisation. Die Rød Ungdom fungierte ab da als Jugendorganisation für die AKP und die RV. Im Jahr 2007 fusionierten die AKP und die RV, wobei die heutige Partei Rødt entstand. Die Rød Ungdom ist seitdem die Parteijugend der Partei Rødt.
Im April 2024 wurde Amrit Kaur zur neuen Vorsitzenden der Rød Ungdom gewählt.

## Bekannte Mitglieder

### Vorsitzende
- 2004–2006: Bjørnar Moxnes, späterer Rødt-Vorsitzender und Stortingsabgeordneter
- 2006–2008: Mímir Kristjánsson, späterer Stortingsabgeordneter
- 2012–2014: Seher Aydar, spätere Stortingsabgeordnete
- 2018–2020: Tobias Drevland Lund, späterer Stortingsabgeordneter

### Ehemalige Mitglieder
- Øystein Aarseth (1968–1993), Musiker